# Goldener Anker (Radebeul)

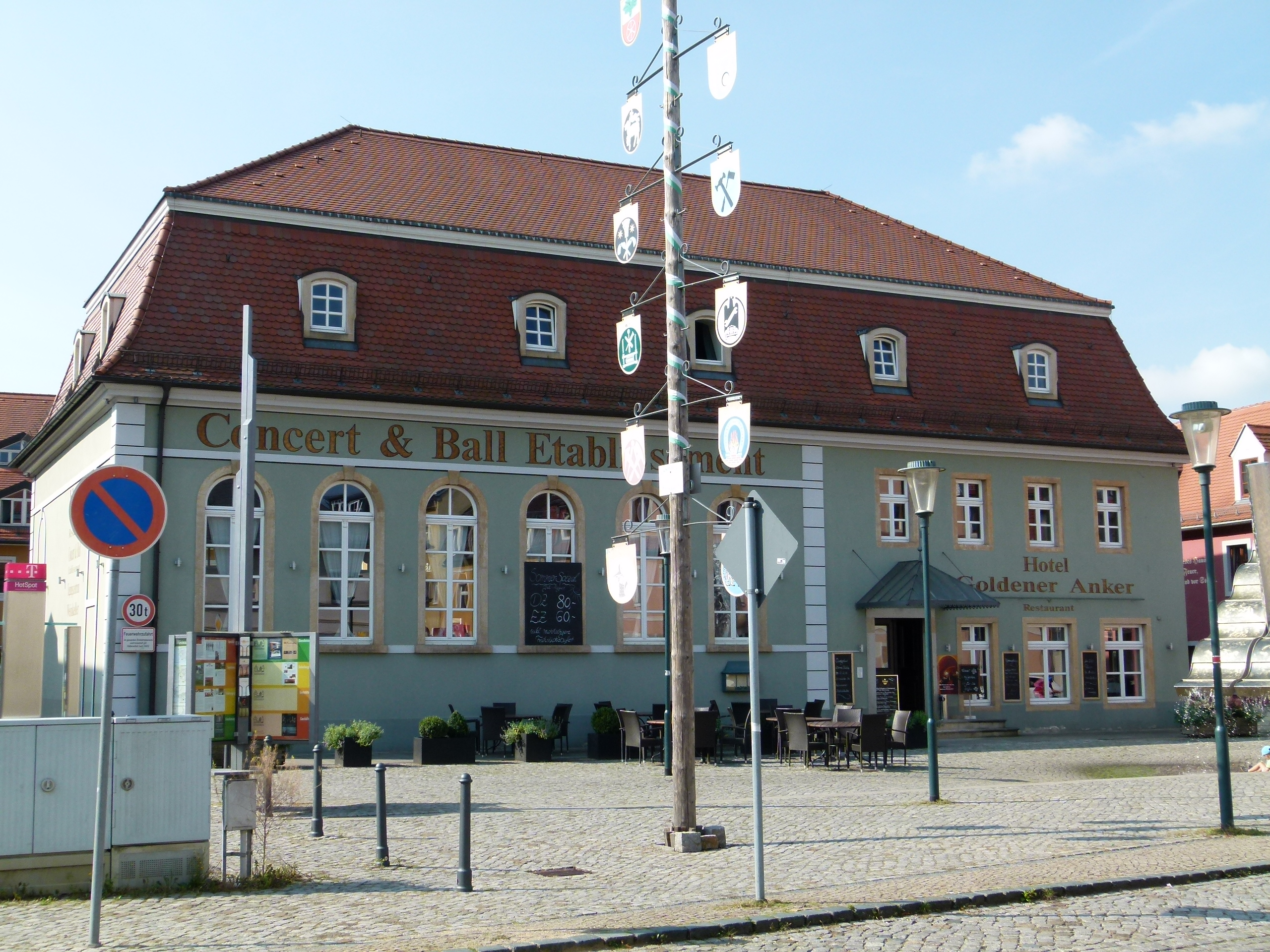
Goldener Anker

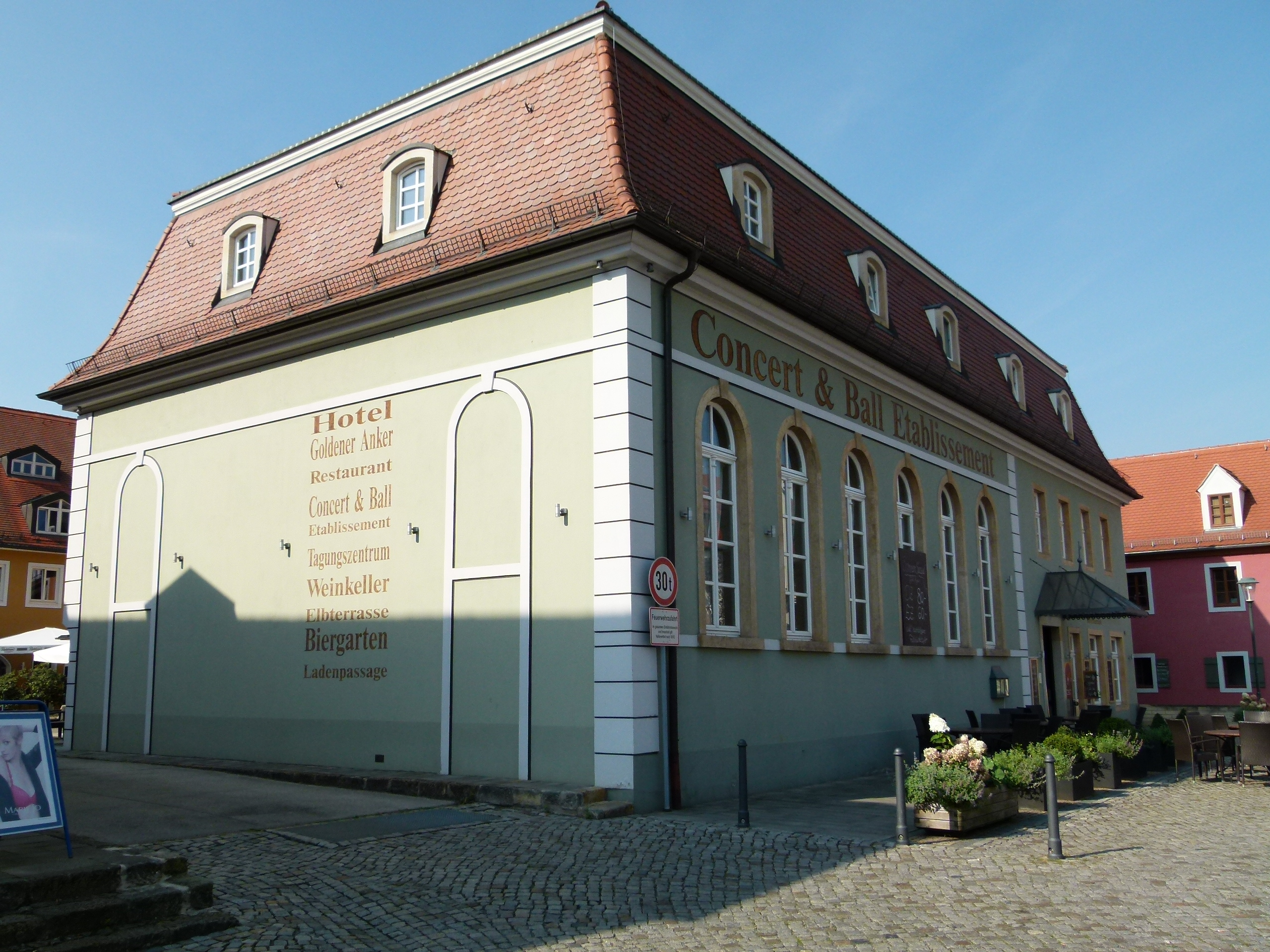
Ostseite mit Durchgang zum Innenhof

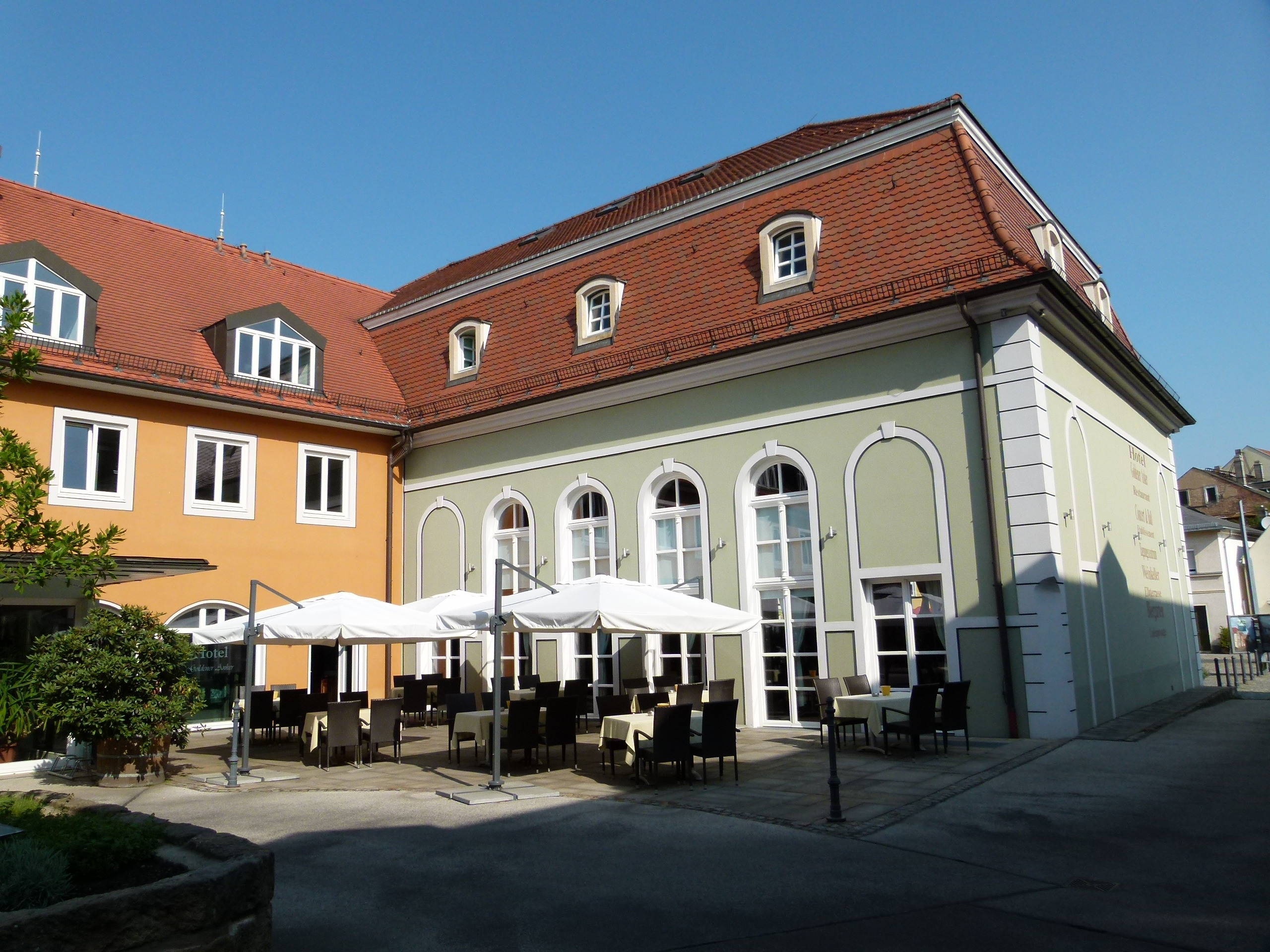
Innenhof, links der Seitenflügel

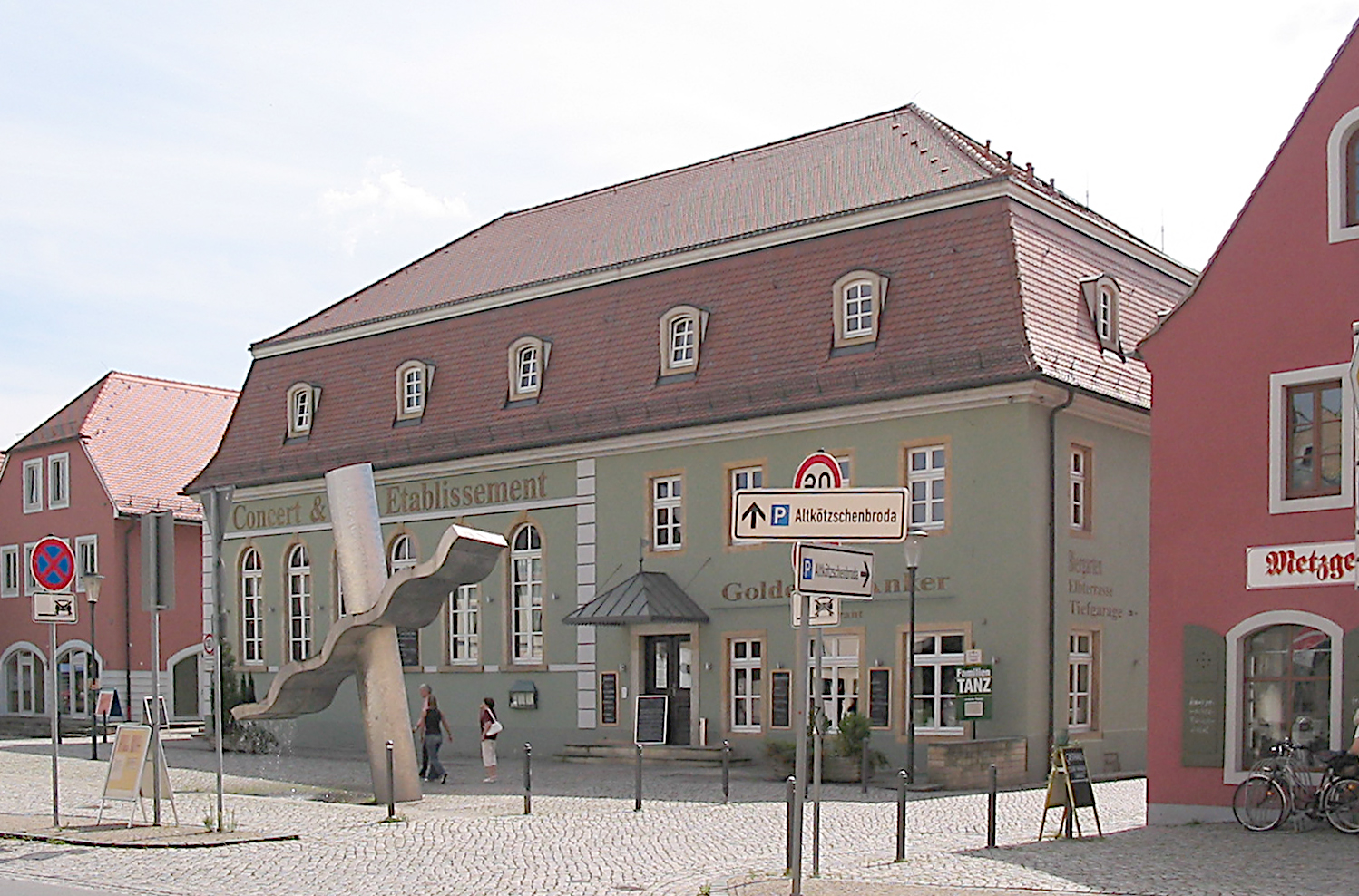
Brunnenskulptur vor dem Goldenen Anker

Der Goldene Anker, bis etwa 1842 Niederschänke bzw. Niederkretscham, ist ein über 500 Jahre alter, fast durchgängig gastronomisch genutzter Gasthof am Anger von Radebeul-Kötzschenbroda (Altkötzschenbroda 61). Das seit Ende des 18. Jahrhunderts stehende Gebäude beherbergt heute ein Hotel nebst Restaurant. Hinzu kommen ein Hof- und ein Biergarten.

## Beschreibung
Der stattliche, unter Denkmalschutz stehende Putzbau aus dem späten 18. Jahrhundert steht mit seiner Längsseite in der Flucht der Giebelfronten der Bauernhäuser auf der Südseite des Angers Altkötzschenbroda. Der zweigeschossige Baukörper von 10 Fensterachsen Länge ist zweigeteilt: die rechten vier Achsen mit der Eingangstür auf der Linken sind zweigeschossig, während die linken sechs Achsen mit schmalen, hohen Rundbogenfenstern den „reich dekorierten“ Saalteil belichten, der sich über zwei Geschosse erstreckt. Beide Bauteile werden durch ein hohes Ziegel-Mansarddach mit fünf Dachgauben gedeckt.
Hinter dem zweigeschossigen Bauteil an der Straße An der Festwiese erstreckt sich im Rechten Winkel ein zweigeschossiger Seitenflügel aus dem Jahr 1872 mit ziegelgedecktem Satteldach. An diesen schließt, ebenfalls im Rechten Winkel, auf Höhe der Scheunen der östlich liegenden Bauernhöfe ein Neubau an, der den Innenhof vom zur Elbe liegenden Biergarten trennt.
Auf dem Platz vor dem Goldenen Anker steht eine Edelstahl-Brunnenskulptur des Bildhauers Karl Menzen mit Namen „...gegen den Strom....“.

## Geschichte
Die ältesten erhaltenen Kötzschenbrodaer Dorfrügen von 1497, nach dem Schreiber auch Thanneberger Rügen genannt, erwähnten zwei bereits bestehende Kret(z)scham (Erb-Brauschenkengüter), die Oberschänke am Markt bei der Kirche und die Niederschänke (heute Goldener Anker). Erster namentlich bekannter Braugutsbesitzer war Lorenz Naumann im Jahr 1544. 1632 übernahm die Familie Müller (Möller) das Braugut vom Dresdner Kanzleisekretär Johann Neander, erst auf Pacht und vier Jahre später durch Kauf. Spätestens 1644 (1708) nach der Übernahme der benachbarten Talkenberg’schen Gartennahrung (Halbhufe) durch Martin Müller war das Brauschenkgut mit 1 1/2 Hufen Land das größte Gut im Dorf. Während der Kötzschenbrodaer Jahrmärkte erhielt die Niederschänke auch ein Beherbergungsrecht.
Bei den Dorfbränden von 1598, 1637, 1672, 1724 und zuletzt 1774 brannte auch dieses Gut bis auf die Grundmauern ab; die Feuer von 1672 und 1774 waren in der Niederschenke selbst ausgebrochen. 1742 verklagten die drei Wirte der Niederschänke, der Oberschänke und des Gasthofs Naundorf den Schankwirt der Winkelschänke auf dem Weinberg Liborius, knapp östlich vom Jacobstein, in seinem Weinausschank unerlaubt Bier aus Cossebaude und Oberwartha auszuschenken. Die Klage wurde jedoch abschlägig beschieden, da „die Kötzschenbrodaer Richter und Schöppen das Bier der eigenen Schenken als schlecht und untrinkbar“ bezeichneten.
Martin Müller, der ab 1744 das Brauschenkgut als Kretzschmar in sechster Generation bewirtschaftete, erwarb 1765 auf Erbpacht die Kötzschenbrodaer Schiffsmühle. 1793 erwarb sein Sohn Carl Friedrich die sogenannte Hofewiese dazu, die vorher kurfürstlicher Besitz gewesen war, auf dem Kötzschenbrodaer, Fürstenhainer und Naundorfer Bauern Frondienste leisten mussten. Diese ehemaligen Feudallasten waren ab da, bis zur Ablösung im Jahr 1836, auch dem neuen Eigentümer zu leisten, der eigentlich Bauerngutsbesitzer wie seine Nachbarn war.
Ab 1808 ließ Gastwirt und Braumeister Carl Friedrich Müller hinter seiner Niederschänke, zusätzlich zur Schiffsmühle, eine Holländerwindmühle errichtet. Ernst Martin Müller als letzte Generation von Gutsbesitzern errichtete an der 1840 eingerichteten Eisenbahnstation Kötzschenbroda anstelle der späteren Eisenbahnrestauration eine zweite Gaststätte. Im September 1841 wurde dann die Niederschenke versteigert, womit die über zweihundertjährige Ära der Müllerschen Niederkretzschmarn beendet war. In der Folgezeit wurde das Besitztum zerteilt und stückweise veräußert, sodass die Angaben über Besitz- und Pachtverhältnisse teilweise widersprüchlich sind.
Als dritter Folgeeigentümer erwarb Carl Traugott Huhle im September 1842 das Brauschenkgut. Dieser war es auch, der die Namensänderung von Niederschenke zu Goldener Anker durchführte. Sechs Jahre nach Huhle folgte Karl Moritz Menzel als Gastwirt, der ein erstes Saalgebäude errichten ließ. Menzels Witwe verkaufte das Gut 1858 an Robert Blochmann und Karl Gottlob Uhlmann. 1861 veränderten Blochmann und Uhlmann die bestehende Bausubstanz, indem sie einen 9 mal 18 Meter großen Saal einbauen ließen und damit den Dorfgasthof zum „Concert- und Ball-Etablissement“ aufwerteten, in dem im Winter auch Theatertruppen auftraten.
Die beiden Mühlen waren 1848 bereits vom Besitz abgetrennt und anderweitig vergeben worden. Die Windmühle wurde 1865 um mehrere Meter erhöht, einige Jahre später jedoch abgerissen.
Der folgende Eigentümer Wilhelm Göhler löste sich um 1869 freiwillig von der landwirtschaftlichen Gutstradition durch die Versteigerung sämtlicher zum Besitz gehörenden Felder, was ihm 5800 Taler einbrachte. Im Oktober 1869 kaufte eine Frau Helas das verbliebene Gasthofsanwesen, um es selbst zu bewirtschaften. Die auf dem Anwesen zugehörige Brauerei wurde verpachtet.

Goldener Anker mit zweigeschossigem Saal, nach 1888

Bernhard Hecker, Eigentümer im Jahre 1872, gab die Brauerei auf. Dafür ließ er im gleichen Jahr durch den ortsansässigen Maurermeister August Große den zur Elbe ausgerichteten, zweigeschossigen Seitenflügel errichten, anstelle eines vorher bestehenden Stallgebäudes. In diesem befanden sich im Erdgeschoss Schlosserwerkstätten und eine Eisenwarenhandlung; erst als Wiemann & Hecker firmierend wurde diese später zu Hecker & Sohn. Das Gebäudeobergeschoss beherbergte Mietwohnungen, andere dagegen Fremdenzimmer. Zu dieser Zeit hatte der Gasthof neben seinem Saal zwei Gaststuben, dazu eine Kegelbahn, einen Gästegarten am Anger und einen Gästegarten zur Elbe hin.
Im März 1888 beantragte der Gastwirt Hermann Lauenstein, sein „bereits über 100 Jahre“ stehendes Gebäude so umbauen zu dürfen, dass der im Obergeschoss liegende Tanzsaal in das Erdgeschoss verlegt werde. Dazu sollte die Geschossdecke entfernt werden, sodass sich der Saal über zwei Geschosse Höhe erstrecke. Die durch den Baumeister Moritz Große vorgenommenen Änderungen durften im August 1888 in Gebrauch genommen werden.
Der Gasthof diente zu jener Zeit als Sitzungsort des Gemeindevorstands sowie als Wahllokal. Auch die amtlichen Bekanntmachungen wurden am Gasthof am Schwarzen Brett veröffentlicht und damit bekanntgemacht.
Um die folgende Jahrhundertwende, 1900/1901, errichtete der Eigentümer Max Wiederanders zusammen mit dem Kaufmann Carl A. Stumpf in einem Nebenbau eine Holzwarenfabrik. In diese Baulichkeiten wurden 1922 Notwohnungen eingebaut. Ebenfalls kurz nach der Jahrhundertwende musste wegen Platzmangels in der Volksschule Kötzschenbroda der nicht weit entfernte Gasthof als Unterrichtsort herhalten.
Ende der 1920er Jahre, mit der Weltwirtschaftskrise, begann der allmähliche Niedergang der Traditionsgaststätte. Mitte der 1950er Jahre wurde sie geschlossen.
In den 1960er Jahren wurde der ehemalige Gasthof als Bekleidungsfabrik genutzt, später wurde dann eine Möbelverkaufsstelle der HO daraus.
Ab 1995 erfolgte im Zuge der Stadtkernsanierung Altkötzschenbroda auch die Rekonstruktion und bauliche Erneuerung des über 200 Jahre stehenden Gasthauses. Die Nebengebäude auf der Rückseite wurden durch Neubauten ersetzt. 1998/99 eröffnete im Goldenen Anker ein Hotel mit 60 Zimmern, Restaurant, Weinkeller, dem denkmalgerecht aufgearbeiteten Ballsaal und mit Tagungsräumen. 2005 wurde in einem Seitenflügel eine Kleinkunstbühne namens „Auftritt“, Theater am Anger eröffnet.

## Sage „Der Spuk im goldnen Anker zu Kötzschenbroda.“
„In dem Gasthof zum goldenen Anker zu Kötzschenbroda ging es auch um. Es befindet sich dort im Hofe eine hohle Stelle in der Wand, die sich gleichwohl nicht öffnen läßt. An derselben soll sich der Körper eines Mädchens befinden, das dort bei einem großen Brande (1707?) umgekommen sei. Sie selbst läßt sich jedoch nicht sehen, allein während der Nacht öffnete in dem Gasthofe ein unsichtbares Etwas oft die Thüren und Fenster, so daß Niemand ruhig schlafen konnte.“ (Johann Georg Theodor Grässe, basierend auf einer mündlichen Überlieferung: Der Sagenschatz des Königreichs Sachsen. Band 1, Dresden 1874, S. 78. In: zeno.org)